# Maisse
Maisse  [mɛs] je francouzská obec v departementu Essonne, v regionu Île-de-France, 51 kilometrů jižně od Paříže.

## Geografie
Sousední obce: Valpuiseaux, Courdimanche-sur-Essonne, Milly-la-Forêt, Buno-Bonnevaux a Gironville-sur-Essonne.

## Památky
- kostel Saint-Médard, na seznamu historických památek od roku 1926.

## Vývoj počtu obyvatel
Počet obyvatel

## Doprava
Obec je dostupná linkou RER D.

## Partnerská města
- Morsbach, Severní Porýní-Vestfálsko, Německo